# Горні Іваньці
Горні Іваньці (словен. Gornji Ivanjci) — поселення в общині Горня Радгона, Помурський регіон, Словенія. Висота над рівнем моря: 213,1 м.